# Bittelschieß
Bittelschieß is een plaats in de Duitse gemeente Krauchenwies, deelstaat Baden-Württemberg, en telt 350 inwoners (2004-10).